# Бис (Крива Паланка)
Бис (мкд. Б'с) је насеље у Северној Македонији, у североисточном делу државе. Бис је у оквиру општине Крива Паланка.

## Географија
Бис је смештен у североисточном делу Северне Македоније. Од најближег већег града, Куманова, село је удаљено 75 km источно.
Село Биссе налази у историјској области Славиште. Насеље је положено високо, на северним висовима планине Осоговских планина, на преко 1.200 метара надморске висине.
Месна клима је планинска због знатне надморске висине.

## Становништво
Бис је према последњем попису из 2002. године имао 63 становника. Од тога огромну већину чине етнички Македонци (99%).
Претежна вероисповест месног становништва је православље.